# The Floral Dance
"The Floral Dance" is een lied dat in 1911 door Katie Moss werd geschreven. Het beschrijft de jaarlijkse Furry Dance in de plaats Helston in het Engelse graafschap Cornwall. In 1978 werd het een hit in de uitvoering van de Britse brassband The Brighouse & Rastrick Brass Band.

## Achtergrond
In "The Floral Dance" beschrijft Katie Moss haar ervaring met de Furry Dance, een jaarlijks dansevenement waar zij in 1911 getuige van was toen zij afreisde naar Helson. In de trein naar huis schreef zij de tekst en de muziek van het lied. Een nabootsing van het pianospel uit het officiële lied van deze dans is te horen in de introductie van het lied. In de tekst wordt het geluid van de band beschreven, die bestaat uit de kornet, de klarinet, de trombone, de fiddle, de cello, de bassdrum, de fagot, de fluit en het eufonium.
"The Floral Dance" werd in 1912 voor het eerst opgenomen door de Australische operazanger Peter Dawson. Sindsdien is het door vele artiesten opgenomen. Frederick Ranalow bracht zijn versie uit om mee te liften op de uitvoering van Dawson. In de jaren '60 verschenen covers door de Britse bands The Eagles, Ken Sims' Vintage Jazz Band en The Ivy League.
De bekendste uitvoering van "The Floral Dance" werd uitgebracht door de Britse brassband The Brighouse & Rastrick Brass Band. Deze versie werd eind 1977 uitgebracht als single en behaalde de tweede plaats in de Britse UK Singles Chart. Ook in het Nederlands taalgebied werd het een succes: in Nederland piekte het op de zevende plaats in de Top 40 en de twaalfde plaats in de Nationale Hitparade, terwijl in Vlaanderen de elfde positie in een voorloper van de Ultratop 50 werd gehaald. In 1978 bracht de Brits-Ierse radiopresentator Terry Wogan een cover uit op verzoek van luisteraars die het leuk vonden als hij door de opname van The Brighouse & Rastrick Brass Band zong; hij kwam tot plaats 21 in het Verenigd Koninkrijk. In 1979 kwam een instrumentale versie van Gheorghe Zamfir uit. In 1996 is een opname prominent te horen tijdens het begin van de film Brassed Off.
In Nederland bracht Dingetje & Koor Diplomiek begin 1978, in dezelfde tijd als waarin de versie van The Brighouse & Rastrick Brass Band een hit was, een Nederlandstalige parodie op "The Floral Dance" uit onder de titel "De vaandeldrager". Deze kwam tot de dertiende plaats in de Tipparade. De instrumentale track van deze opname is tijdens het radioprogramma Somertijd te horen wanneer presentator Rob van Someren de limericks aankondigt. Dingetje, een regelmatige gast tijdens het programma, heeft hiervoor een aangepaste tekst gerelateerd aan het programma ingezongen.

## Hitnoteringen

### Nederlandse Top 40
| Hitnotering: 07-01-1978 t/m 18-02-1978 | Hitnotering: 07-01-1978 t/m 18-02-1978 | Hitnotering: 07-01-1978 t/m 18-02-1978 | Hitnotering: 07-01-1978 t/m 18-02-1978 | Hitnotering: 07-01-1978 t/m 18-02-1978 | Hitnotering: 07-01-1978 t/m 18-02-1978 | Hitnotering: 07-01-1978 t/m 18-02-1978 | Hitnotering: 07-01-1978 t/m 18-02-1978 | Hitnotering: 07-01-1978 t/m 18-02-1978 |
| Week                                   | 1                                      | 2                                      | 3                                      | 4                                      | 5                                      | 6                                      | 7                                      |                                        |
| -------------------------------------- | -------------------------------------- | -------------------------------------- | -------------------------------------- | -------------------------------------- | -------------------------------------- | -------------------------------------- | -------------------------------------- | -------------------------------------- |
| Nummer                                 | 24                                     | 12                                     | 7                                      | 7                                      | 11                                     | 21                                     | 37                                     | uit                                    |

### Nationale Hitparade
| Hitnotering: 21-01-1978 t/m 18-02-1978 | Hitnotering: 21-01-1978 t/m 18-02-1978 | Hitnotering: 21-01-1978 t/m 18-02-1978 | Hitnotering: 21-01-1978 t/m 18-02-1978 | Hitnotering: 21-01-1978 t/m 18-02-1978 | Hitnotering: 21-01-1978 t/m 18-02-1978 | Hitnotering: 21-01-1978 t/m 18-02-1978 |
| Week                                   | 1                                      | 2                                      | 3                                      | 4                                      | 5                                      |                                        |
| -------------------------------------- | -------------------------------------- | -------------------------------------- | -------------------------------------- | -------------------------------------- | -------------------------------------- | -------------------------------------- |
| Nummer                                 | 18                                     | 12                                     | 12                                     | 14                                     | 16                                     | uit                                    |

### NPO Radio 2 Top 2000
| Nummer met noteringen in de NPO Radio 2 Top 2000 | '00  | '01  |
| ------------------------------------------------ | ---- | ---- |
| The Floral Dance                                 | 1695 | 1657 |

1. ↑  Een vetgedrukt getal geeft de hoogste notering aan.
2. ↑  2000 was het eerste jaar met een notering voor dit nummer.
3. ↑  Deze tabel is bijgewerkt tot en met de laatste editie (2024).